# Accademia delle Scienze di Torino

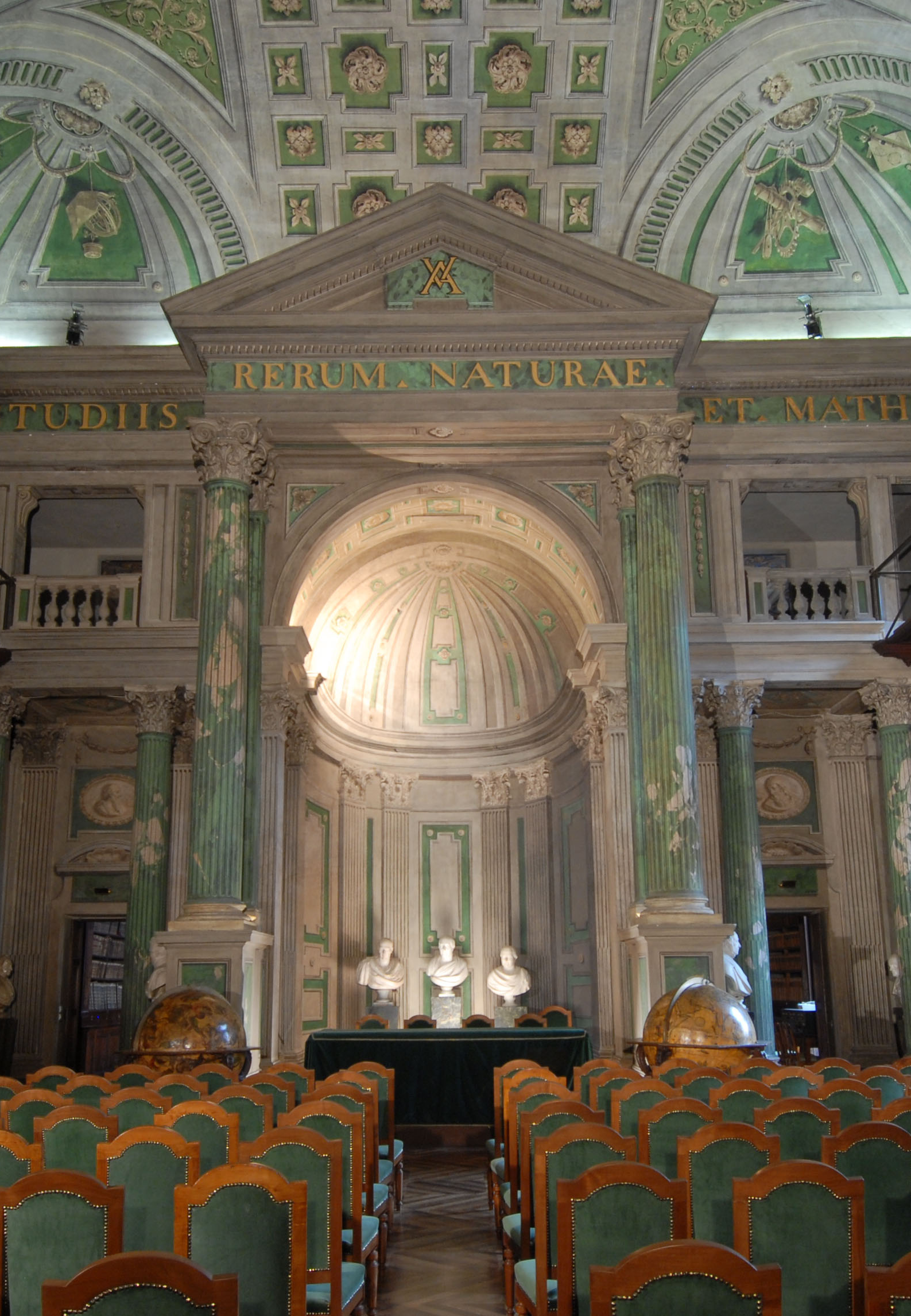
Sala dei Mappamondi

Die Accademia delle Scienze di Torino ist eine Akademie der Wissenschaften mit Sitz in der norditalienischen Stadt Turin. Sie entstand im Jahr 1757 als private Gelehrtengesellschaft, die 1783 von König Viktor Amadeus III. von Sardinien-Piemont anerkannt wurde und den Namen Reale Accademia delle Scienze führen durfte. Nach der Einigung Italiens unter piemontesischer Führung und der Wiedererrichtung der Accademia Nazionale dei Lincei in Rom als nationale italienische Akademie der Wissenschaften verlor die Akademie in Turin ihre ehemals wichtige beratende Rolle für die Regierung.
Die Akademie war ursprünglich mathematisch-naturwissenschaftlich ausgerichtet. Während der napoleonischen Zeit wurde sie in eine naturwissenschaftliche Klasse und in eine für Kunst und Literatur organisiert und in Accademia Imperiale umbenannt. Derzeit (2020) hat die naturwissenschaftliche Klasse 170 Mitglieder aus dem In- und Ausland, davon 120 korrespondierende, die geisteswissenschaftliche 130 Mitglieder, davon 80 korrespondierende. Die italienischen Mitglieder der beiden Klassen tagen periodisch gemeinsam als Verwaltungsorgan der Akademie. Deren Präsidium besteht aus einem Präsidenten, einem Vizepräsidenten, einem Schatzmeister sowie den Leitern und Sekretären der beiden Klassen.
Zu den Mitbegründern der Akademie gehörte der in Turin geborene Mathematiker und Astronom Joseph-Louis Lagrange, zu den bedeutenden Mitgliedern aus dem deutschen Sprachraum zählten Alexander von Humboldt, Friedrich Carl von Savigny, Carl Friedrich Gauß, Robert Wilhelm Bunsen, Leopold von Ranke und Theodor Mommsen.
Seit 1787 hat die Akademie ihren Sitz an der Via dell’Accademia delle Scienze 6 in einem Gebäude, in dem auch das Ägyptische Museum Turins untergebracht ist. Davor befand sich dort das von den Jesuiten geführte Collegio dei Nobili.